# تنگه نورثامبرلند

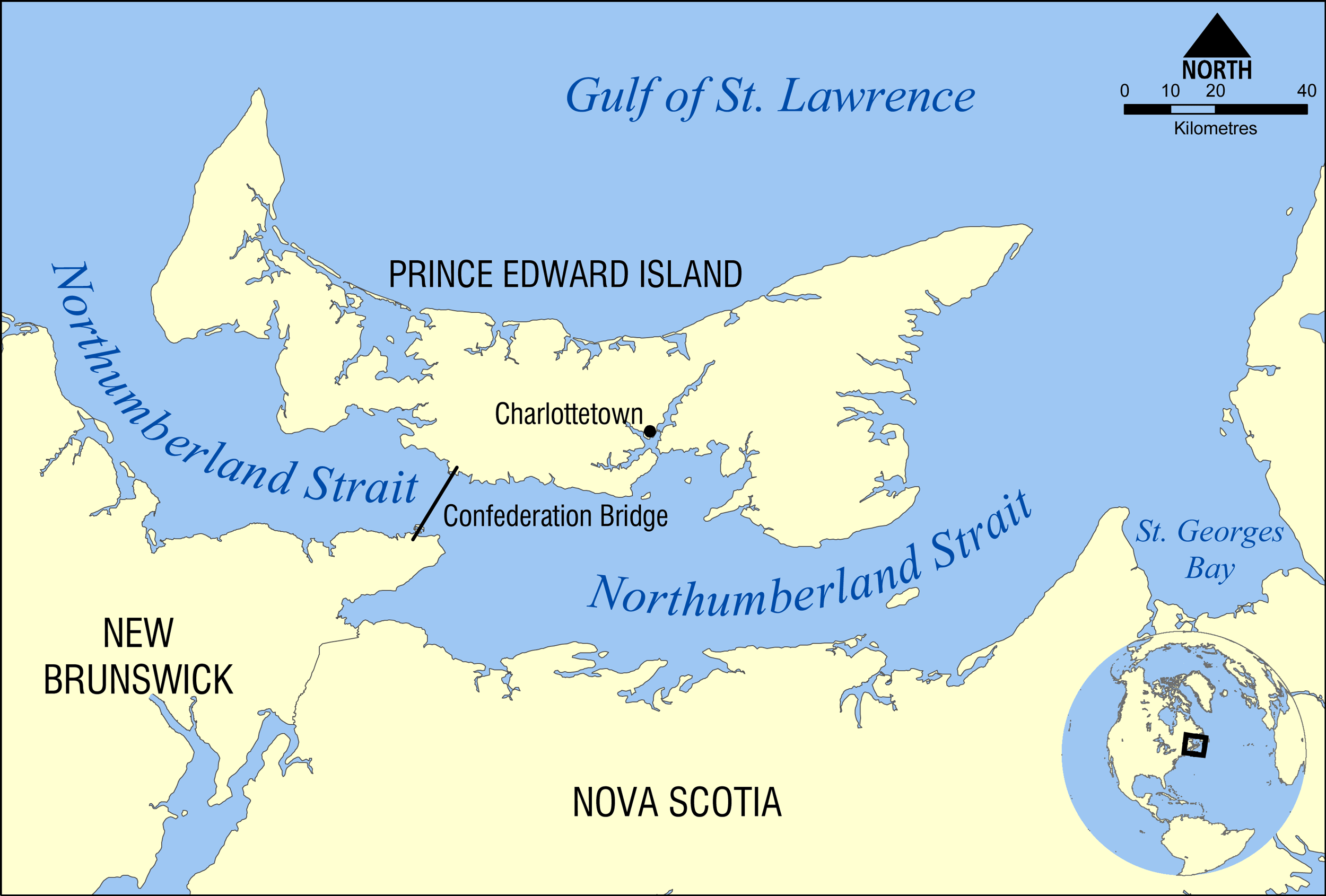
نقشه تنگه نورثامبرلند.

تنگه نورثامبرلند (انگلیسی: Northumberland Strait) تنگه‌ای در قسمت جنوبی خلیج سنت لورنس در شرق کانادا است. این تنگه توسط جزیره پرنس ادوارد و سواحل شرقی، جنوبی و غربی خلیج سنت لورنس تشکیل شده‌است.
شهرها و روستاهای اصلی کنار این تنگه عبارتند از شارلوت‌تاون، سامرساید، سوری، پیکتو و شدیاک